# Nalbufin
Nalbufin je semi-sintetički opioid koji se koristi kao analgetik pod nizom imena, kao što je Nubain. Utvrđeno je da je niskim dozama ovaj lek efektivniji kod žena nego kod muškaraca, i da čak može da povisi bol kod muškaraca, što je dovelo do prekida njegove upotrebe u Velikoj Britaniji 2003.

## Indikacije
Nalbufin je indiciran za olakšanje umerenog do jakog bola. On se takođe može koristiti kao dodatak balansiranoj anesteziji, za preoperativno i postoperativno analgeziju, i za akušersku analgeziju tokom porođaja.
Mada nalbufin poseduje aktivnost narkotičnog antagonista, postoji evidencija da kod pacijenata koji nisu zavisni, on ne uzrokuje narkotični antagonizam istovremeno doziranih analgetika. Stoga, pacijenti koji primaju narkotične analgetike, generalne anestetike, fenotiazine, ili druge trankvilajzere, sedative, hipnotike, ili druge CNS depresante (uključujući alkohol) istovremeno sa nalbufinom mogu da ispolje aditivne efekte. Kad se takva kombinovana terapija koristi, doza jednog leka treba da bude umanjena.

## Spoljašnje veze
- Indeks lekova

|  | Molimo Vas, obratite pažnju na važno upozorenje u vezi sa temama iz oblasti medicine (zdravlja). |